# يوشييا نيشيزاوا
يوشييا نيشيزاوا (باليابانية: 西澤 代志也) (مواليد 13 يونيو 1987)، هو لاعب كرة قدم ياباني سابق كان يلعب كلاعب وسط.

## وصلات خارجية
- يوشييا نيشيزاوا على موقع الاتحاد الدولي (مؤرشف)  (الإنجليزية)
- يوشييا نيشيزاوا على موقع رابطة كرة القدم اليابانية للمحترفين (اليابانية)
- يوشييا نيشيزاوا على موقع قاعدة بيانات كرة القدم.إي يو (الإنجليزية)
- يوشييا نيشيزاوا على موقع Soccerway.com (الإنجليزية)
- يوشييا نيشيزاوا على موقع عالم كرة القدم.نت (الإنجليزية)